# 陳奕廷
陳奕廷（1988年11月11日—），綽號「北投豆花哥」。是一名臺灣歌手，偶像團體M4成員。

## 個人生活
陳奕廷在就讀高中時期，參加籃球校隊，並且開始養成健身習慣。
2015年部落格《雲爸的3C學園》分享一篇文章，是台北市北投區一間名為「傳統之最豆花堂」，並且附上多張陳奕廷的工作照片，引發許多網友瘋傳。

## 出道經歷
2018年3月14日陳奕廷與盧煥剛、鄭喬意和潘睿睿組成男子偶像團體M4出道，推出首張迷你專輯《迷戀》。

## 外部連結
- 陳奕廷的Instagram帳戶（繁體中文）
- 陳奕廷的Facebook專頁（繁體中文）